# Castéra-Bouzet
Castéra-Bouzet là một xã của tỉnh Tarn-et-Garonne, thuộc vùng Occitanie, miền nam nước Pháp.